# Elena García Armada

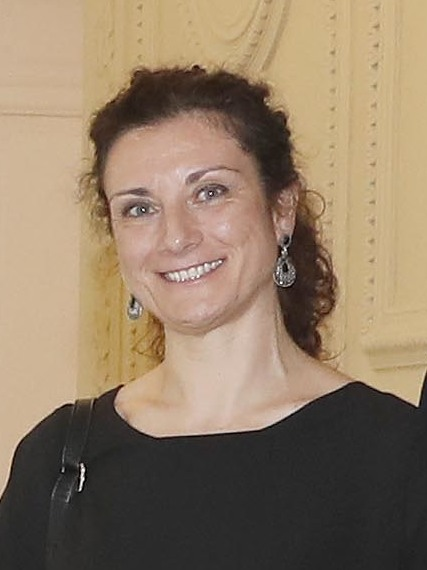
Elena García Armada (2018)

Elena García Armada (* 1971 in Valladolid) ist eine spanische Wirtschaftsingenieurin. Sie entwickelte das weltweit erste pädiatrische Exoskelett für Kinder, die aufgrund verschiedener Krankheiten nicht mehr laufen können.

## Leben
Elena García Armada wuchs in einem wissenschaftlichen Umfeld auf. Ihre Mutter ist Doktorin der Physik, ihr Vater war Professor für Elektromagnetismus und Gründer der Schule für Telekommunikationstechnik in Santander.
Sie promovierte 2009 in Robotik an der Polytechnischen Universität Madrid und arbeitet dort als Wissenschaftlerin am Zentrum für Automation und Robotik (Centro de Automática y Robótica (CAR)). Zu Beginn ihrer beruflichen Laufbahn spezialisierte sie sich auf die Entwicklung von Industrierobotern, bis sie 2009 ein Mädchen kennenlernte, das nach einem Verkehrsunfall eine schwere Tetraplegie erlitten hatte. Von diesem Zeitpunkt an konzentrierte sich ihre Arbeit auf die Herstellung von Geräten, die die körperlichen Fähigkeiten verbessern, zur Rehabilitation beitragen und die Mobilität von Kindern mit degenerativen neuromuskulären Erkrankungen erhöhen sollen.

## Forschung
Zu ihren Forschungsschwerpunkten gehören die Verbesserung der Beweglichkeit von Vierbeinern, die Entwicklung von Exoskeletten und aktiven Orthesen für die unteren Gliedmaßen, die dynamische Stabilität von Laufrobotern und deren Anpassung an komplexes Terrain mit Umweltstörungen.
Elena García Armada ist Gründerin von Marsi Bionics, einem Spin-off-Unternehmen des CSIC und der UPM, dessen Ziel die Erforschung und Herstellung von pädiatrischen Exoskeletten ist, das heißt von Strukturen, die auf Stützen basieren, die sich den Beinen und dem Rumpf des Kindes anpassen, und die mit Motoren ausgestattet sind, die die Funktion der Muskeln imitieren und Kraft zum Gehen und Stehen verleihen.
Eines ihrer ersten Projekte war SILO 4, ein 30-Kilogramm-Roboter, bei dem er den Algorithmus zur Verbesserung der Steuerung und der Stabilität der Maschine testete, der eine größere Autonomie des Roboters ermöglichte und somit die menschliche Aufsicht überflüssig machte. Durch die Verbesserung der Anpassungsfähigkeit des Roboters an das Terrain (Anpassung der Beine, wenn er Störungen und Veränderungen wahrnimmt) wird sein Gleichgewicht verbessert und ein Umkippen verhindert, was für Aufgaben wie das Ziehen oder Transportieren von Lasten unerlässlich ist. SILO 4 ist für den Einsatz bei Aufklärungs- und Rettungsarbeiten im Katastrophenfall sowie für die Minenräumung vorgesehen.
Im Bereich der Entwicklung pädiatrischer Exoskelette gilt als herausragend das „ATLAS 2030“, ein 9 Kilogramm schweres Exoskelett, das in der Lage ist, die Starrheit zu kontrollieren und gleichzeitig durch seine verschiedenen Kraft-, Druck- und Temperatursensoren agilere und gelenkigere Bewegungen zu ermöglichen. Es ist mit intelligenten Gelenken ausgestattet, die die Bewegungen des Patienten interpretieren und erkennen, welche Bewegungen erwünscht und welche unerwünscht sind. Dies ist von entscheidender Bedeutung, da es in vielen Fällen zu krampfartigen Bewegungen kommt, die, wenn sie falsch interpretiert werden, ein ernsthaftes Sicherheitsrisiko für den Patienten darstellen. Im Mai 2021 erhielt es die CE-Kennzeichnung von der Europäischen Arzneimittel-Agentur, so dass es international vermarktet werden kann, um es für Kinder mit Erkrankungen wie SMA oder Zerebralparese nutzbar zu machen.

## Publikationen

### Bücher
- Robots. Al servicio del ser humano” (2015). Editorial: CISC y Catarata.[14]
- P. Gonzalez de Santos, E. García und J. Estremera, QUADRUPEDAL LOCOMOTION : An Introduction to the Control of Four-Legged Robots, Springer, London, 2006.[15]

### Artikel in wissenschaftlichen Fachzeitschriften (Auswahl)
- Sanz-Merodio, D., García, E., und González de Santos, P., «Analyzing energy-efficient configurations in hexapod robots for demining applications, Industrial Robot». Industrial Robot, 39(4), 2012.[16]
- Arévalo, J.C. und García E., «Impedance Control for Legged Robots: An insight into the Concepts Involved». IEEE Transactions on Systems Man and Cybernetics, März 2012.[17]

## Preise und Anerkennungen
- Ada-Byron-Preis, verliehen von der Universität Deusto (2021)[18]
- Beato de Liébana-Preis (2021)[19]
- Talgo Award for Professional Excellence for Women in Engineering, Ausgabe 2019[20]
- Im Jahr 2021 wurde eine öffentliche Sekundarschule in Jerez de la Frontera zu Ehren der Wissenschaftlerin in „IES Elena García Armada“ umbenannt.[21]
- Hipatia-Women in Science Award 2019 für die wissenschaftliche Laufbahn. Dieser Preis wurde von El Economista mit Unterstützung von Pfizer, PharmaMar, und Banco Santander ins Leben gerufen, um diejenigen Frauen zu würdigen, die im Laufe des Jahres am meisten zur Förderung der Forschung oder des wissenschaftlichen Fortschritts in Spanien beigetragen haben.[22]
- Goldmedaille von Madrid, 2018.[23]
- Women to Follow Award 2017.[24]
- Elena García, eine der zehn brillantesten Wissenschaftlerinnen des Jahres 2016.[25]
- Beste Gesundheitstechnologie. ABC Health Awards 2016.[26]
- Bestes unternehmerisches Projekt. CEPYME-Preis 2015.[27]
- Erster Preis Innova eVIA 2014.[28]
- 2022 erhielt sie den Europäischen Erfinderpreis in der Kategorie "Publikumspreis".[29]